# 이승엽 (축구인)
이승엽(李昇燁, 1975년 10월 12일 ~ )은 대한민국의 전직 축구 선수이자 현 축구 지도자로 현역 시절 포항 스틸러스와 제주 SK 등에서 활동한 바가 있으며 이 중 오랫동안 몸 담았던 팀은 포항 스틸러스였다.

## 축구인 생활

### 선수
연세대학교를 졸업하고 1998년 포항 스틸러스에 입단하여 5년 간 활약했다. 2001년 7월 21일 열린 부천 SK와의 경기에서 프로 데뷔골을 기록했다.
2003년 부천 SK로 이적해 1시즌을 보냈으나 허리 부상으로 현역에서 은퇴하였다.

### 지도자
2012년 신라중학교 코치를 시작으로 2015년 부산 아이파크의 코치로 부임하였고, 이후 유소년 감독으로 보직을 옮겼다가 2017년 다시 성인팀 코치로 복귀하였다.
2017년 10월 10일 조진호 감독이 급성 심장마비로 사망하자 부산 아이파크의 감독 대행을 맡았으며, 10월 14일 수원 FC전을 통해 감독 대행으로 첫 경기를 치렀으며, 이 날 1:0 승리를 거두었다.
이후 10월 25일 수원 삼성 블루윙즈와의 FA컵 4강전 경기를 승리로 이끌면서 K리그 챌린지 팀 최초 FA컵 결승 진출을 이끌었으며, 아산 무궁화 FC와의 플레이오프에서도 3:0 완승을 거두며 상주 상무와의 승강 플레이오프에도 진출하였다.
그러나 상주 상무와의 승강 플레이오프에서 2차전 경기 박준태의 골이 취소되는 악재 속에 승부차기 끝에 패배하며 승격이 좌절되었고, FA컵에서도 울산 현대 FC에게 패해 FA컵 준우승에 머물렀다.
2018년 1월에 대구예술대학교 축구부 감독으로 부임했다.

## 그 외
10월 25일 수원 삼성 블루윙즈와의 FA컵 4강전 경기에서는 죽은 조진호 감독이 입었던 속옷을 입고 경기를 지휘했다고 한다.